# Pierwszy Marszałek
Pierwszy Marszałek (в профильной литературе также просто Marszałek) – бронепоезд Войска польского II Польской республики, бывший БП "имени Шаумяна и Джапаридзе" РККА. В 1939 захвачен Красной Армией, после нападения на СССР — Вермахтом, уничтожен в январе 1945 года.

## Боевой путь

### Советско-польская война
Бронепоезд сформирован в 1919 году как БП № 21 «Имени Шаумяна и Джапаридзе». Одним из первых командиров был С.А. Хмаладзе.
Участвовал в советско-польской войне. В ходе наступления на Киев, 28 апреля 1920 года, после обстрела полевой артиллерией был захвачен поляками у РККА в районе ст. Голендры/Котюжинцы. Переименован в «Strzelec Kresowy» и направлен против советских войск совместно с 13–й пехотной дивизией.
В июле 1920 г. бронепоезд переименовывают в «Pierwszy Marszałek» — в честь Юзефа Пилсудского. Далее, после модификации ходовой части под стандартную колею, он участвовал в битве под Варшавой и в других боях осени 1920–го года. До конца войны поезд оставался в Литве, оккупированной польской армией. В сентябре 1920 года ему был присвоен номер P.P. 21 (Pociag Pancerny), а по окончании боевых действий он был допущен к дальнейшей эксплуатации в числе 12 самых современных бронепоездов с новым номером P.P. 3.

### Межвоенный период
Зимой 1923/24 г. большая часть польских бронепоездов была поставлена на хранение, в том числе и «1-й маршал».
Он был возвращен в строй, вероятно, в конце 1920-х или начале 1930-х годов и передан во 2-й дивизион бронепоездов в Кракове-Неполомице, созданный в 1928 году и состоявший из 5 БП. В последующие годы он широко использовался там в качестве учебного.
В начале 1930-х годов «I Marszałek» и его вагоны были модернизированы, локомотив Ов заменен на стандартный польский серии Ti3  (бывший прусский G54). Вооружение броневагонов заменено на стандартное (75-мм пушки wz.02/26 (модификация русской 76-мм пушки обр. 1902 г.), пулеметы ckm Maxim wz. 08) и добавлены зенитные пулемёты wz. 08 в малой башенке, где ранее находился наблюдатель (максимальный угол возвышения составлял 90°). Поезд также получил радиооборудование и средства связи.
Таким образом, каждый броневагон был вооружён двумя пушками (сектор обстрела 270°) и девятью пулемётами (в артиллерийских башнях по обеим сторонам орудия, ещё 4 по бортам и 1 зенитный). Боекомплект составлял 3750 патронов на пулемёт (в 250-патронных лентах) и около 120 снарядов на каждое орудие. Всего имелось 22 пулемёта.
Бронепоезду был присвоен номер "51" (Pociag Pancerny Nr 51). Названия больше не использовались.
По состоянию на сентябрь 1939 года поезд состоял из двух контрольных платформ, двух артиллерийских броневагонов, бронепаровоза и штурмового вагона., десанту придавались танки R-17FT и танкетки TK-3. Перед войной дислоцировался на станции Скавина.

### Сентябрьская кампания Второй мировой войны
27 августа 1939 года личный состав был поднят по тревоге..  Во время сентябрьской кампании бронепоезд воевал в составе Армии «Краков». Будучи назначенным в резерв армии, он находился на станции Скавина. 1 сентября поезд получил задание поддерживать 1-ю горнострелковую бригаду, ранее дислоцированную в Карпатах, на линии Живец–Рабка; в этот же день поезд патрулировал участок Оселец–Йорданув, не вступая в контакт с противником. 2 сентября произошёл бой под Йорданувом; поезд поддерживал пехоту огнём своей артиллерии и сам был обстрелян противником. В бою утрачены наблюдательный пункт и танк Рено FT-17, экипаж понёс первые потери: вражеской шрапнелью был ранен командир бронепоезда капитан Цимборский, которого сменил капитан Рокоссовский. После боя поезд отправился в Суху-Бескидзку, а затем через Кальварию-Зебжидовску вернулся в Скавину, где пребывал 3 сентября, пополняя запасы. Вечером 4 сентября из-за продолжающегося отступления Армии «Краков» поезд отступил к Плашуву, куда прибыл утром 5 сентября, а затем через Неполомице отправился на Тарнув, куда прибыл в полдень 6 сентября. 7 сентября поезд достиг Дембицы, и через Мелец пошёл на Тарнобжег, добравшись туда в ночь с 8 на 9 сентября. Затем поезд выдвинулся в направлении Розвадув. 10 сентября бронепоезд перебрался на восточный берег Сана в Закликув, где было получено задание доставить боеприпасы и продовольствие на станцию Kepa и охранять находящийся там же мост, что и происходило до утра 14 сентября, когда мост был взорван сапёрами после ухода польских войск. В тот же день позже поезд направлен из Красника в Люблин, затем на юг для охраны группы "Сандомеж". 15 сентября БП сдерживал наступающие немецкие части к северу от Закликува.
11 сентября 1939 г. поезд № 51 получил дополнительную 40-мм зенитную пушку wz.36 Bofors, установленную на одной из платформ (или, возможно, на дополнительной платформе).
Вернувшись в Люблин не найдя там командования, в поисках которого был проделан путь из Львова, через Хелм, Дорогуск и Любомль на Ковель, бронепоезд прибыл в Ковель лишь 16 сентября, из-за блокирования прямого пути на Львов, и двинулся далее на Сарны. 17 сентября он был отправлен на разведку в сторону Ровно, с приказами избегать боя с частями Красной армии, которые были обнаружены в Ровно и Костополе. поезд удалился на Сарны; по дороге на Ковель произошла остановка в Поворске из-за заблокированных путей. Были обнаружены украинские боевики, которые, однако, не стали атаковать бронепоезд.
22 сентября на перегоне у Сарн БП атакован советскими самолётами и повреждён. Позже было получено предложение от советских войск о сдаче; капитан Рокоссовский от переговоров отказался. Во второй половине дня экипаж начал покидать поезд; ночью по приказу командира ушёл остаток экипажа. Некоторым бойцам удалось добралась до частей группы KOP бригадного генерала Орлик-Рюкеманна, а затем до Отдельной оперативной группы Полесье, в составе которой они и воевали вплоть до её капитуляции 6 октября.

### В СССР
Поезд был захвачен советскими войсками, сочтён пригодным к восстановлению, и, после ремонта, включён в состав 71-го полка 10-й дивизии НКВД как БП № 77. Командир — полковник Могилянцев. Артиллерийское вооружение осталось польское. Дислоцировался в Станиславе и использовался для охраны железных дорог на Западной Украине. Участвовал в боях лета 1941 и, возможно, уничтожил несколько немецких танков. После исчерпания боекомплекта поезд был взорван. 7 июля 1941 года захвачен частями Вермахта.

### В рядах Вермахта
После ремонта в декабре 1941 года БП вновь приступил в службе. Немцы объединили 2 трофейных бронепоезда (PP nr 53 „Śmiały”, он же бронепоезд НКВД № 75 и Kampfzug A и PP nr 51 „Pierwszy Marszalek” / Kampfzug В) получившийся состав был назван Panzerzug 10. Принимал участие в боях на Восточном фронте, В 1942 году на Украине охранял железнодорожные пути от нападений партизан.
После окружения 6–й немецкой армии под Сталинградом, зимой 1942-43г.г. прикрывал отход немецких войск. В 1943 году обеспечивал охрану ветки Сарны-Ковель, где 13.07.43 подорвался на партизанской мине.
31 июля 1943 года Panzerzug 10 был разделен на два отдельных поезда: Kampfzug A стал PZ 10, а Kampfzug B — Panzerzug 11.  Далее БП охранял железные дороги в районах Тернополя и Львова. Летом следующего года бронепоезда были модернизированы и, вместе с другими немецкими войсками, отошли на территорию Польши.
Летом 1944 года Panzerzug 11 принимал участие в боях отступавших немецких частей и, наконец, в конце 1944 г. действовал в районе Кельце.
13 января 1945 года в окрестностях города Хенцин бронепоезд, который из-за разрушения моста через Ниду уже не мог уйти, был уничтожен советскими штурмовиками.

## Командный состав (на сентябрь 1939 года)
- командир – капитан Леон Цымборский (ранен 2 сентября 1939 года)[1]
- заместитель командира – капитан Здислав Рокоссовский (командир со 2.09.1939)[1]
- офицер связи – поручик Казимир Пфаффенхофен-Хледовский (также ранен 2 сентября 1939 года)